# Вулиця Архипенка (Львів)
Ву́лиця Архи́пенка — вулиця на межі Галицького та Личаківського районів міста Львова, в місцевості Снопків. Сполучає вулиці Шота Руставелі та Генерала Тарнавського. Прилучаються вулиці Самійленка та Тютюнників.

## Історія
Вулиця виникла на місці дороги, яка у XVIII столітті пролягала між парком при палаці нащадків гетьмана Станіслава Яблоновського та горою Скелькою. У XIX столітті на цій горі було встановлено каплицю святого Яцка, тому, коли 1898 року почалася забудова вулиці, вона отримала назву вулиця Святого Яцка. За часів німецької окупації вулиця мала назву Шарнгорстґассе, на честь прусського військового діяча Ґергарда фон Шарнгорста. У липні 1944 року повернена довоєнна назва — вулиця Святого Яцка, а 1945 року вулиця отримала назву вулиця Ушакова, на честь російського адмірала Федора Ушакова. Сучасна назва — з 1991 року, на честь українського скульптора і художника Олександра Архипенка.

## Забудова
Забудова вулиці почалася у 1898 році, переважають стилі модерн (сецесія) та польський конструктивізм. З парного боку — від початку вулиці Архипенка до вулиці Тютюнників забудована чиншовими кам'яницями в еклектичному стилі, а наприкінці — конструктивістськими будинками 1930-х років. Декілька будинків на вулиці Архипенка внесені до Реєстру пам'яток архітектури місцевого значення.

### З непарного боку вулиці
З непарного боку вулиці у XIX столітті розташовувалися казарми та плац австрійського війська. У 1923—1926 роках ця територія була забудована приватними віллами за проєктом архітектора Вітольда Якімовського для урядовців та офіцерів польського війська.
№ 1 — у цій будівлі міститься Західне міжрегіональне управління з питань виконання кримінальних покарань та пробації Міністерства юстиції України.

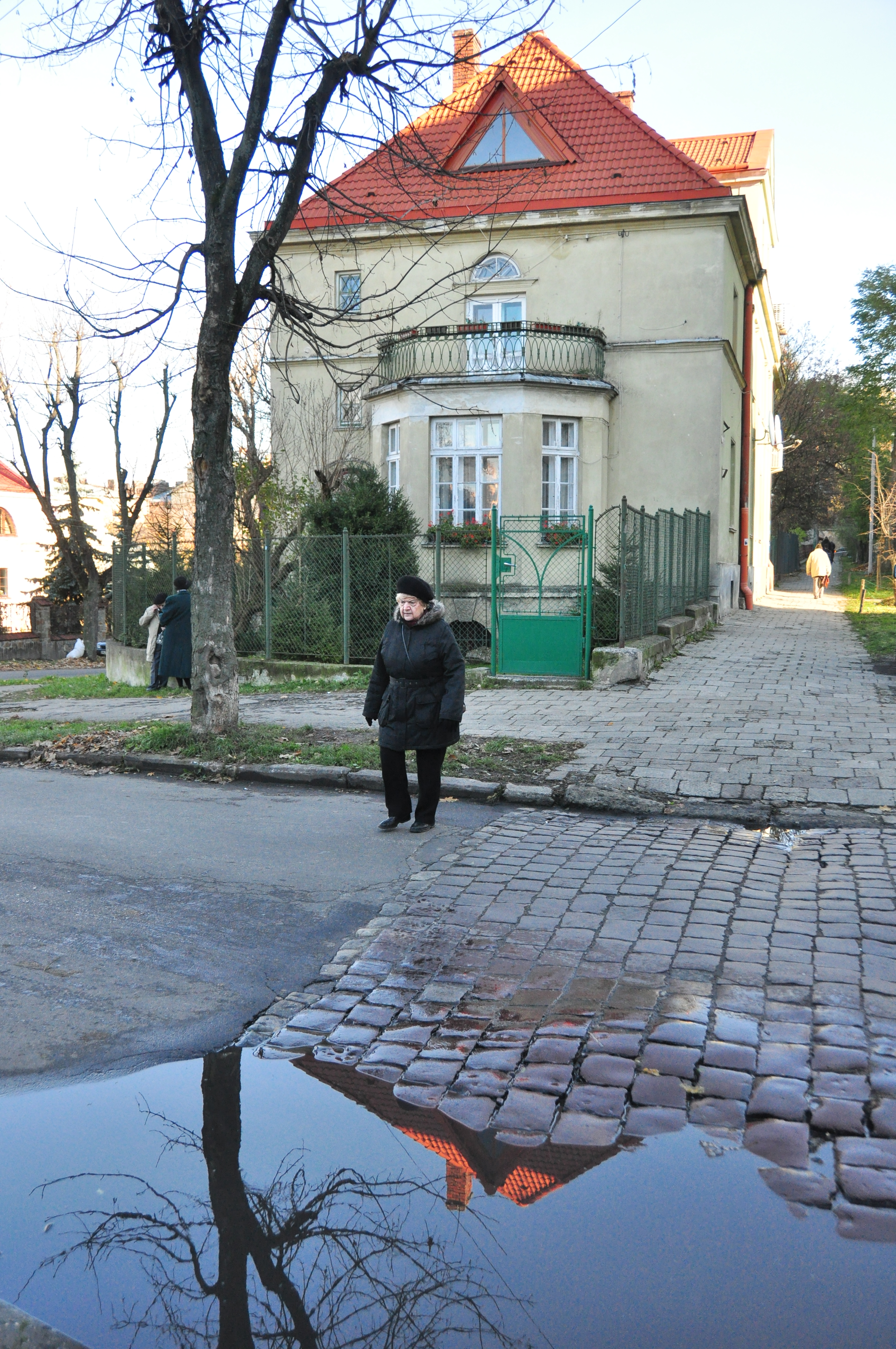
Житловий будинок (вул. Архипенка, 7)

### З парного боку вулиці
№ 8 — прибутковий будинок архітектора Станіслава Деца, споруджений у стилі модерн. Будинок внесений до реєстру пам'яток архітектури місцевого значення під охоронним № 312-м.
№ 10 — житловий будинок, внесений до реєстру пам'яток архітектури місцевого значення під охоронним № 313-м.
№ 14 — у цьому будинку за радянських часів містився опорний пункт правопорядку, а нині — житловий будинок. Наприкінці травня 2019 року Львівська міськрада продала приміщення цокольного поверху будинку, загальною площею 35,3 м².
№ 16 — будівлю споруджено 1894 року за проєктом архітектора Міхала Ковальчука на замовлення барона Миколая Якуба Ромашкана, окружного комісара Львівського окружного управління в стилі історизму. 1923 року цей двоповерховий будинок викупили від Францішека Ромашкана Сестри Уршулянки для своєї школи і замовили архітектору Міхалу Кустановичу проєкт надбудови третього поверху, 1924 року проєкт був втілений. Наприкінці 1940-х років тут містилася неповна середня школа № 27 міськвідділу народної освіти. 
№ 32 — у цій кам'яниці за радянських часів містився магазин «Продукти», а від 1997 року тут міститься офіс перекладацької компанії повного циклу «Лінгвістичний Центр», що спеціалізується у галузі перекладацьких послуг та послуг із локалізації в Україні. Будинок внесений до реєстру пам'яток архітектури місцевого значення під охоронним № 1400-м. На жаль, чудова пластика обабіч вікон другого поверху повністю обвалилась, незважаючи на охоронний статус будинку.

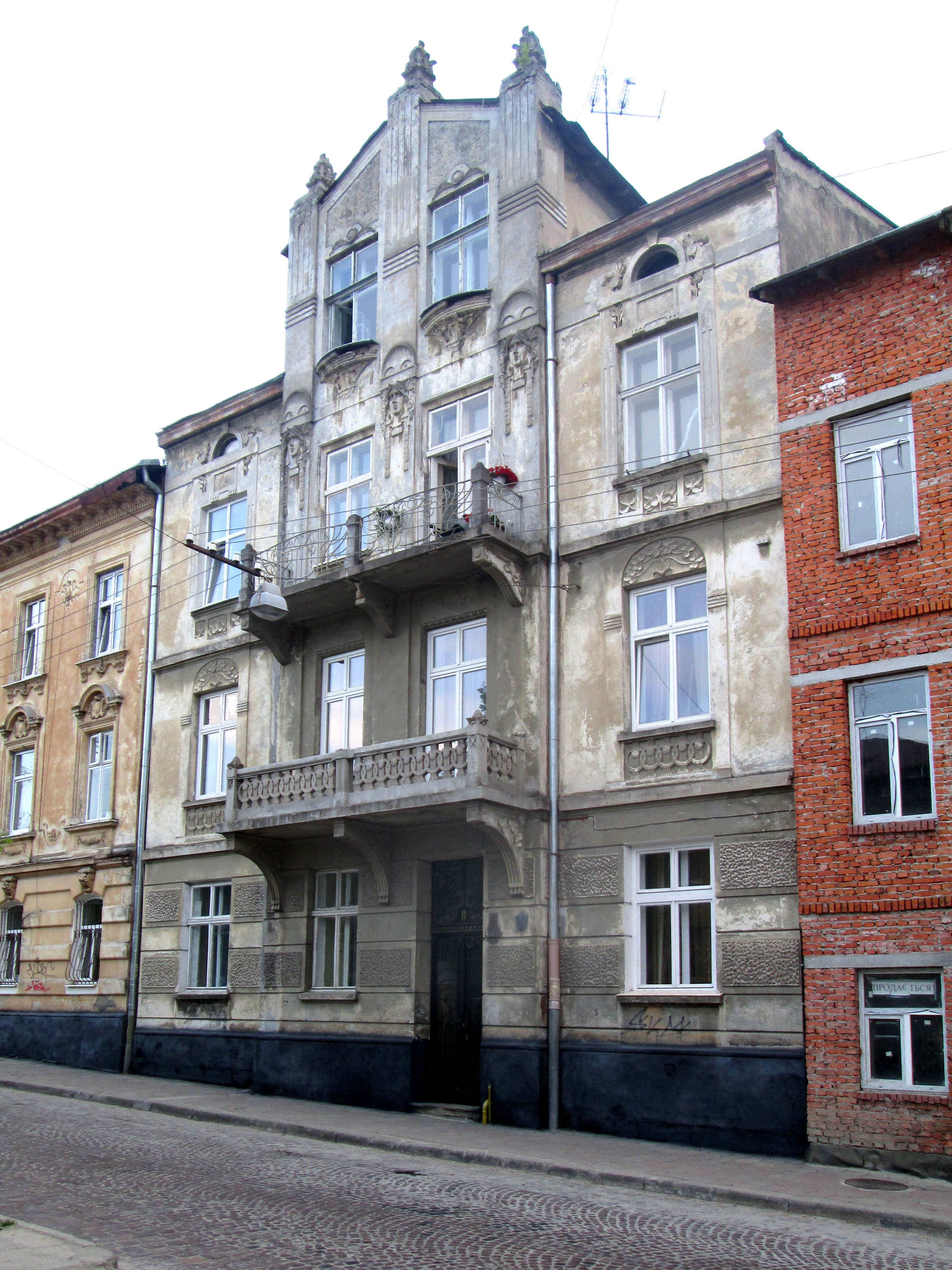
Прибутковий будинок архітектора Станіслава Деца (вул. Архипенка, 8)
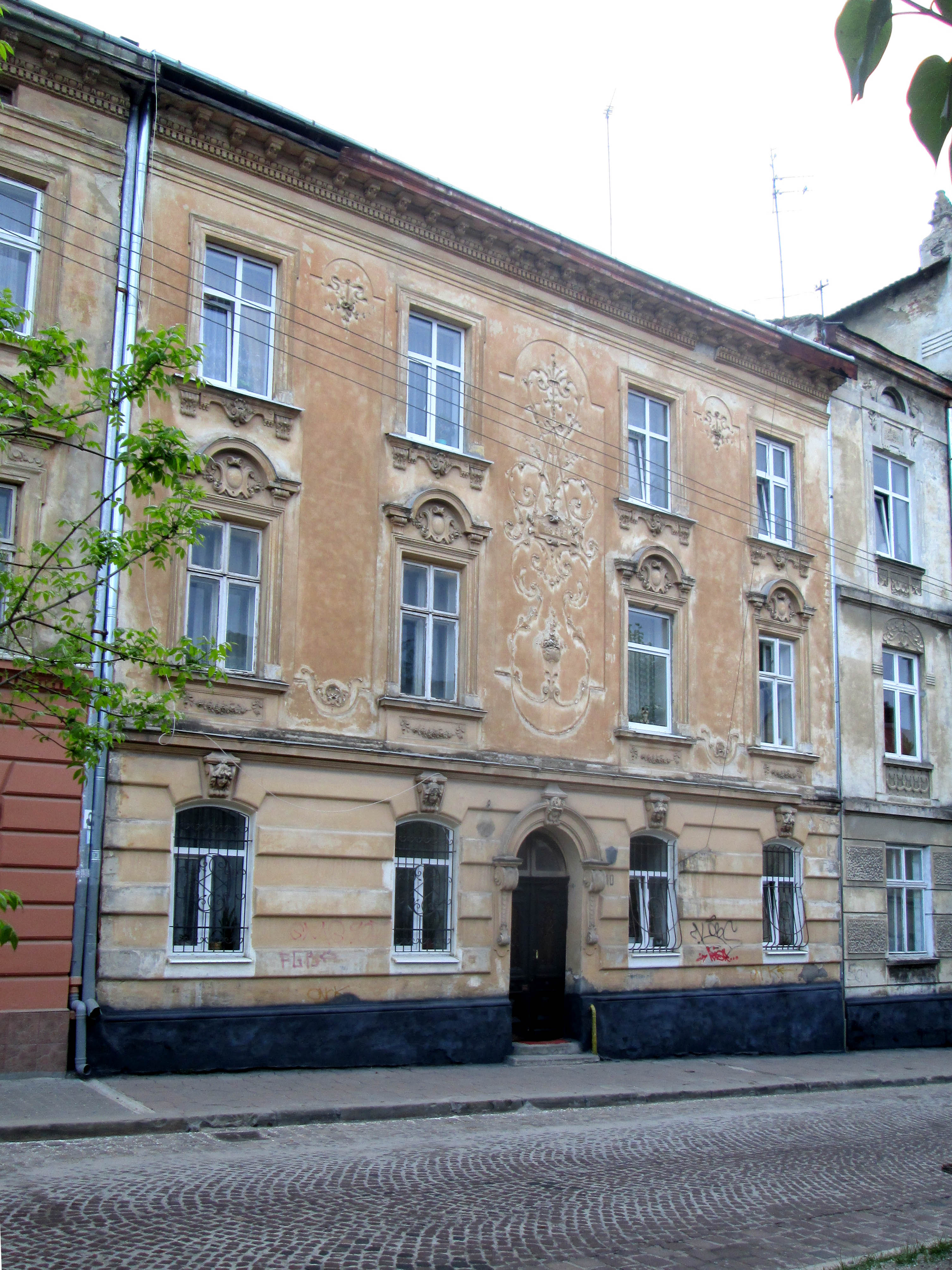
Житловий будинок (вул. Архипенка, 10)
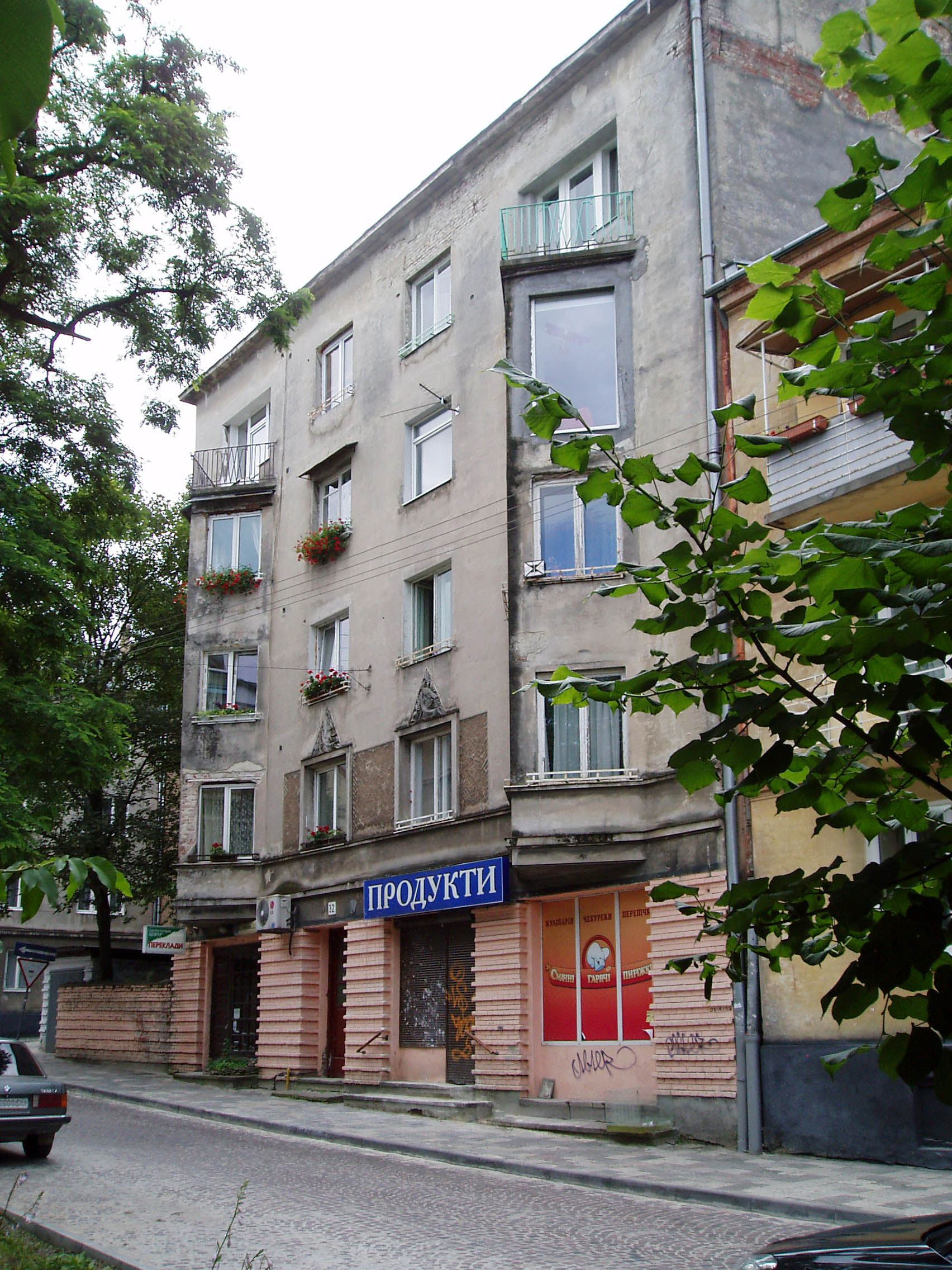
Житловий будинок (вул. Архипенка, 32)